# Моя до біса хороша подруга
«Моя до біса хороша подруга» (нім. Meine teuflisch gute Freundin) — німецька молодіжна комедія режисера Марко Петрі 2018 року з Еммою Бадінг, Яніною Фауц і Самуелем Фінці в головних ролях.

Зйомки проходили з 5 квітня по 25 травня 2017 року в Північному Рейні-Вестфалії та Нижній Саксонії. Виробництвом фільму займалися німецькі Tempest Film Production і Verleih GmbH, співпродюсерами виступили HTBRB Filmproduktionsgesellschaft і Senator Film Köln GmbH.

Прем'єра відбулася 1 травня 2018 року на кіномистецькому фестивалі землі Мекленбург-Передня Померанія, де фільм був показаний у конкурсі фільмів для дітей та молоді. Кінопрем'єра відбулася в Німеччині 28 червня 2018 року та в Австрії 29 червня 2018 року.

## Сюжет
14-річна Ліліт, дочка Диявола, втомилася від нудного життя в пеклі. 
Вона укладає з батьком угоду. Сатана, дозволяє їй на тиждень відправитись на Землю, а Ліліт має спокусити добру людину до зла.
Якщо їй це вдасться, вона зможе залишитися там назавжди, інакше на неї чекає нудна робота у пеклі.
Тож дияволиця обирає своєю жертвою Грету Бірнштейн, добродушну дівчину з тихого містечка.
Однак вона стикається з несподіваною складністю: Грета виявляється надзвичайно доброю і щирою, і на неї не діють жодні диявольські чари.
Більше того, Ліліт закохується в їх однокласника Семюеля, що суперечить правилам пекла. 

## Акторський склад
| Актор                               | Роль                             |
| ----------------------------------- | -------------------------------- |
| Емма Бадінг (Emma Bading)           | Ліліт                            |
| Яніна Фауц (Janina Fautz)           | Ґрета Бірнштейн                  |
| Самуель Фінці (Samuel Finzi)        | Диявол                           |
| Людвіг Симон (Ludwig Simon)         | Самуель                          |
| Еміліо Сакрая (Emilio Sakraya)      | Карло                            |
| Альвара Гефельс (Alwara Höfels)     | Мати Ґрети, Сібілла Бірнштейн    |
| Олівер Коріттке (Oliver Korittke)   | Батько Ґрети, Ґабрієль Бірнштейн |
| Аксель Штайн (Axel Stein)           | Учитель Зайдель                  |
| Матильда Марч (Matilda März)        | Мелоді                           |
| Аміна Мераї (Amina Merai)           | Дарія                            |
| Тео Требс (Theo Trebs)              | Едді                             |
| Йоганн фон Бюлов (Johann von Bülow) | Директор школи Папенхофф         |
| Джойс Ілг (Joyce Ilg)               | Учитель математики Енгельгард    |
| Піт Фукс (Piet Fuchs)               | Помічник диявола                 |
| Томас Клеменс (Thomas Clemens)      | Приватний репетитор Ліліт        |

## Саундтреки
1. Eine kleine Nachtmusik – Wolfgang Amadeus Mozart
2. Don’t Cha – The Pussycat Dolls
3. We are no Criminals – A Million Million

## Нагороди
- 2018: Deutsche Film- und Medienbewertung (FBW) – рейтинг «особливо цінний»[4]